# T-95
T-95 hay Object 195 , là tên gọi không chính thức của xe tăng chiến đấu chủ lực thế hệ thứ tư của Nga. Nó được phát triển tại Uralvagonzavod từ năm 1988 cho đến khi bị hủy bỏ vào năm 2010. Phần lớn các thông tin về T-95 vẫn còn nằm trong bí mật  nhưng nó đã thu hút sự chú ý của nhiều quốc gia trên thế giới.
Ở một số tài liệu, trang web, báo mạng, T-95 được gọi với cái tên Black Eagle. Song, cách gọi này là sai, Black Eagle là một mẫu xe tăng riêng biệt với T-95.

## Quá trình phát triển và ra đời
Thực tế là chương trình nghiên cứu và chế tạo T-95 đã có từ thời Liên Xô. Khoảng năm 1988, giới lãnh đạo Liên Xô đã yêu cầu Nizhni-Tagil nghiên cứu một loại xe tăng chiến đấu chủ lực mới. Đây chính là điểm khởi đầu của Objekt 195 (Dự án 195) hay T-95.
Tiin tức về T-95 bắt đầu xuất hiện trên vài mặt báo Nga vào khảng năm 1994-1995. 
Vào những năm 2000-2001, tình hình kinh tế Nga vẫn còn gặp nhiều khó khăn do đó dự án 195 bị đình trệ. Nguyên mẫu T-95 được Bộ trưởng Bộ Quốc phòng Nga Igor Sergeyev công bố vào năm 2000. Cùng năm đó, Giám đốc Tổ hợp Công nghiệp quốc phòng tỉnh Sverdlov, ông Victor Batuyev, thông báo rằng T-95 sẽ được đưa vào sản xuất ngay sau khi thực hiện hợp đồng bán cho Ấn Độ 310 xe tăng T-90S. Thông báo này chứa đựng những thông tin bí mật mà không ít các quốc gia quan tâm, nhưng ngay lập tức gây sốc với Ban giám đốc Nhà máy Uralvagonzavod - đơn vị sản xuất các loại tăng của Nga. Trợ lý của tổng giám đốc nhà máy này, ông Eduard Churikov, lúc đó nói: "Tôi không biết một tí gì về loại tăng này và tôi không hiểu các ông đang nói về chuyện gì!". 
Cho dù có thông tin trái ngược nêu trên, nhưng thực tế Nga vẫn âm thầm thử nghiệm dự án T-95 đầy tham vọng của mình. Và giờ đây, thông tin về chiếc tăng được coi là huyền thoại này của Nga không còn là điều bí ẩn nữa. Vào ngày 22/12/2007, Thứ trưởng Bộ Quốc phòng Nga, tướng Nikolay Makarov, tuyên bố: "Năm 2008, quân đội Nga hoàn thành giai đoạn thử nghiệm loại tăng mới, đến năm 2009, quân đội sẽ tiếp nhận loại tăng này. Và T-95 sẽ do chính nhà máy Uralvagonzavod – đơn vị từng phủ nhận thông tin về T-95 – sản xuất. Và, với sự xuất hiện của T-95 thì, theo ông Sergei Mayev, người đứng đầu Rosoboronzakaz , thì T-90 vẫn sẽ là xương sống của lực lượng Tăng thiết giáp Nga cho đến năm 2025. Còn quá trình hiện đại hóa T-80 và T-72 sẽ chấm dứt và hai loại tăng này sẽ ngừng hoạt động vào năm 2010.

## Các tính năng của T-95
T-95 có khả năng cơ động tối tân, được trang bị hệ thống bảo vệ và vũ khí tấn công vượt xa các thế hệ T-80 và T-90. Nổi bật nhất là pháo 152mm 2A83 cùng hệ thống điều khiển hoả lực tiên tiến, tháp pháo không người.

### Vũ khí
T-95 sử dụng pháo nòng trơn 152mm 2A83. Cơ số đạn có thể lên đến 40 viên. Pháo được điều khiển từ xa và tháp pháo hoàn toàn không người. T-95 sử dụng hệ thống điều khiển hoả lực nhiều kênh gồm: quang học, hồng ngoại, ảnh nhiệt và có cả radar để lập trình đạn nổ. Pháo có sơ tốc đạn 1200 m/s, có thể bắn tên lửa chống tăng qua nòng. Ngoài ra xe còn có một pháo tự động 30mm 2A42.

### Giáp trụ và hệ thống bảo vệ
T-95 được trang bị hệ thống phát hiện đối phương từ xa, hệ thống điện đài và có thể còn được trang bị các thiết bị laser. Dự án T-95 được cho là sẽ được lắp hệ thống phòng thủ chủ động (Active Protection System-APS) ARENA hoặc hệ thống Drozd-2 (phiên bản nâng cấp của hệ thống APS Drozd vốn được trang bị trên T-55AD của Hải quân đánh bộ Liên Xô)
Khả năng bảo vệ kíp lái xe cũng được nâng cao đáng kể: kíp lái được cách biệt hoàn toàn với tháp pháo, với buồng đạn và máy nạp nên hạn chế được thương vong khi buồng đạn bị bắn trúng. T-95 có tổ lái 3 người.

### Tốc độ và tính cơ động
Không có nhiều thông tin chính xác về tính năng cơ động của T-95 song T-95 được cho là không quá 55 tấn, có khả năng nâng hạ gầm thuỷ lực.

## Kết quả phát triển
Giới quân sự Nga và thế giới từng kỳ vọng chứng kiến sự xuất hiện của "siêu tăng" T-95 tuy nhiên mong muốn này có thể không bao giờ thành hiện thực. Tháng 12/2010, Thứ trưởng Bộ Quốc phòng Nga Vladimir Popotkin thông báo: Quân đội Nga sẽ chấm dứt tài trợ cho dự án phát triển loại tăng chiến đấu chủ lực mới được biết đến với tên gọi T-95.
Lý giải cho sự hủy bỏ của dự án "siêu tăng" T-95 một số nhà phân tích quân sự Nga và các nước cho rằng: Ý tưởng về T-95 hay Objekt 775/195 ra đời hơn 2 thập kỷ nên T-95 không còn phù hợp với quan điểm tác chiến của chiến tranh hiện đại. Ngoài ra, do chương trình T-95 đã bị chậm tiến độ khá nhiều, các thiết bị điện tử, vũ khí lắp trên T-95 được cho là đã lạc hậu
T-95 còn là một mẫu thiết kế cực kỳ phức tạp và chi phí chế tạo cực kỳ đắt đỏ tương tự như trường hợp của T-64 nên nền công nghiệp chế tạo xe tăng của Nga rất khó để đảm đương được điều này. Nếu chế tạo hàng loạt, Nga sẽ không đủ kinh phí để có thể sản xuất T-95 trên quy mô lớn. 
Tất cả kinh phí chuyển sang dự án T-14 Armata